# Agenais

Mapa del Agenais en sus límites del XVIII con las comunas y departamentos actuales

Mapa de Guyena en sus límites del XVIII

Agenais o Agenois es una región geográfica del suroeste de Francia, situada alrededor de la ciudad de Agen. Se encuentra en los departamentos de Lot y Garona y Tarn y Garona, en la ribera derecha del río Garona.
En la antigua Galia, el Agenais fue habitado por el pueblo celta de los nitióbroges, después un estado galo-romano de civitas, cuyos límites se convirtieron en los de la diócesis de Agen.
Fue adquirida por los duques de Aquitania en el año 1036. Cuando Leonor de Aquitania contrajo nupcias con Enrique II de Inglaterra en 1152, el territorio pasó a estar bajo dominio de los monarcas británicos. Cambió varias veces de control francés a británico y viceversa, hasta que fue reunificada por los monarcas de Francia en 1615.
- Datos: Q392459